# Hodeng-Hodenger
Hodeng-Hodenger és un municipi francès situat al departament del Sena Marítim i a la regió de Normandia. L'any 2007 tenia 248 habitants.

## Demografia

### Població
El 2007 la població de fet de Hodeng-Hodenger era de 248 persones. Hi havia 90 famílies de les quals 20 eren unipersonals (8 homes vivint sols i 12 dones vivint soles), 27 parelles sense fills, 35 parelles amb fills i 8 famílies monoparentals amb fills.
La població ha evolucionat segons el següent gràfic:
Habitants censats

### Habitatges
El 2007 hi havia 137 habitatges, 98 eren l'habitatge principal de la família, 37 eren segones residències i 3 estaven desocupats. Tots els 137 habitatges eren cases. Dels 98 habitatges principals, 82 estaven ocupats pels seus propietaris, 15 estaven llogats i ocupats pels llogaters i 1 estava cedit a títol gratuït; 1 tenia una cambra, 17 en tenien tres, 26 en tenien quatre i 54 en tenien cinc o més. 79 habitatges disposaven pel capbaix d'una plaça de pàrquing. A 47 habitatges hi havia un automòbil i a 47 n'hi havia dos o més.

### Piràmide de població
La piràmide de població per edats i sexe el 2009 era:
| Homes | Edats   | Dones |
| ----- | ------- | ----- |
| 0     | 95 o +  | 0     |
| 0     | 90 a 94 | 0     |
| 0     | 85 a 89 | 4     |
| 0     | 80 a 84 | 0     |
| 8     | 75 a 79 | 12    |
| 8     | 70 a 74 | 8     |
| 4     | 65 a 69 | 4     |
| 0     | 60 a 64 | 4     |
| 20    | 55 a 59 | 4     |
| 4     | 50 a 54 | 4     |
| 4     | 45 a 49 | 0     |
| 8     | 40 a 44 | 8     |
| 0     | 35 a 39 | 8     |
| 16    | 30 a 34 | 8     |
| 4     | 25 a 29 | 4     |
| 0     | 20 a 24 | 0     |
| 12    | 15 a 19 | 0     |
| 4     | 10 a 14 | 8     |
| 4     | 5 a 9   | 12    |
| 4     | 0 a 4   | 4     |

## Economia
El 2007 la població en edat de treballar era de 152 persones, 122 eren actives i 30 eren inactives. De les 122 persones actives 113 estaven ocupades (63 homes i 50 dones) i 9 estaven aturades (6 homes i 3 dones). De les 30 persones inactives 8 estaven jubilades, 8 estaven estudiant i 14 estaven classificades com a «altres inactius».

### Ingressos
El 2009 a Hodeng-Hodenger hi havia 106 unitats fiscals que integraven 274,5 persones, la mediana anual d'ingressos fiscals per persona era de 17.164 €.

### Activitats econòmiques
Dels 6 establiments que hi havia el 2007, 4 eren d'empreses de construcció, 1 d'una empresa d'informació i comunicació i 1 d'una empresa de serveis.
Dels 2 establiments de servei als particulars que hi havia el 2009, 1 era un paleta i 1 guixaire pintor.
L'any 2000 a Hodeng-Hodenger hi havia 22 explotacions agrícoles que ocupaven un total de 770 hectàrees.

## Equipaments sanitaris i escolars
El 2009 hi havia una escola elemental integrada dins d'un grup escolar amb les comunes properes formant una escola dispersa.

## Poblacions més properes
El següent diagrama mostra les poblacions més properes.